# PalaceSide大廈
PalaceSide大廈（日语：パレスサイドビルディング）是位於日本東京都千代田區一橋一丁目竹橋站前的一座高層建築。這座建築的設計者是日建設計工務部資深建築師林昌二，施工方是大林組、竹中工務店。運營方是每日新聞社旗下的每日大廈。

## 概要
PalaceSide大廈位於皇居北之丸護城河河岸，地下有6層、地上有9層、塔樓3層。東京地下鐵東西線竹橋站在該建築地下2層和地上均有出口。由於該建築所在地形狀狹長，因此構成PalaceSide大廈的兩棟建築配置為雁行狀，外側外側端部有兩個巨筒，內有電梯、衛生間、樓梯等設施。屋頂有空中花園。該建築是日本1960年代具代表性的大規模複合建築，也是日本現代建築的傑作之一，成為之後日本辦公建築的原型。由於建築老化。1990年開始，該建築按「大廈翻新5年計劃」進行了改建。
每日新聞東京本社等眾多和每日新聞社有資本關係的企業入駐這一建築。PalaceSide大廈的地下一層和地上一層有商業設施入駐，地下二層以下部分則大多是停車場。2003年之前，每日新聞社在這座建築內設有印刷廠（竹橋工廠）。2005年4月1日，管理該建築的PalaceSide大廈公司吸收合併了每日大阪會館、每日西部會館及每日名古屋會館。PalaceSide大廈公司更名為每日大廈公司。

## 歷史
在搬遷至PalaceSide大廈之前，每日新聞東京本社位於有樂町的新有樂町大廈所在地:150。該建築雖進行多次擴建，但編輯局等報社的中樞部門搬遷至有樂町站斜對面的一座八層建築:150。
新館附近的電影院有樂町昴座（2019年關閉）土地亦由每日新聞社所有。雖然曾有在這一黃金地段修建大和銀行新總部的計劃。但同時每日新聞社亦有和讀者文摘共同修建東洋規模第一的大型辦公樓的計劃:150。讀者文摘日本分公司（由安東寧·雷蒙德設計）位於竹橋。其東側是日本通運子公司太洋自動車的停車場，西側是皇宮警察的官舍。每日新聞社在1963年2月購買了日通一側的土地，後又購買了皇宮警察的土地，並在三和銀行的中介下和讀者文摘展開共同總部的建設計劃:151。
修建總部需要巨額資金。每日新聞社決定從三和銀行調達資金，預計費用大約是93億日元，並得到三和的大致同意:151-152。但這一大型投資必然給經營造成沉重負擔。為籌集費用，每日新聞社的經營層考慮賣出其在有樂町所有的土地:152。1964年2月，三和銀行和三菱銀行向每日新聞社提議，希望能獲得其在東京本社相鄰的土地:152。此後每日新聞社將其在有樂町的土地出售給三菱地所:153。每日新聞社因此獲得超過70億日元的資金:153。

### 設立PalaceSide大廈公司
1963年11月，每日新聞社、日本讀者文摘、三和銀行旗下的東洋不動產（現：三信）三家公司以四：四：二的比例出資，設立了資本金為5億日元的「PalaceSide大廈公司」:153。這一公司是PalaceSide大廈的所有者:153。

### 竣工
PalaceSide大廈在1964年7月開工，1966年9月舉辦竣工儀式。地鐵東西線亦在同一年開通:304。大廈的左右有容納了20台電梯的巨型圓筒，其外觀十分醒目:304。此後每日新聞、體育日本東京本社和讀者文摘日本分公司均將總部遷入這裡。然而這座建築亦導致每日新聞社債台高築:155。每日新聞社在1966年時的債務總額是174億日元，在1968年增加到216億日元:155。之後每日新聞社的債務仍然持續增加:562，並因此陷入經營危機:654。

## 獎項
PalaceSide大廈在1968年獲得了BCS賞。1992年獲得了BELCA賞。1999年，PalaceSide大廈被DOCOMOMO日本支部選入日本近代建築20選，是其中唯一的修建於二戰後的辦公樓。

## 其他
1967年11月27日，昭和天皇和香淳皇后參觀了PalaceSide大廈，並從屋頂鳥瞰了皇居。天皇視察建築的照片和文章被刊登在當天的晚報上，而天皇也參觀了將其照片印刷在報紙上的過程:70。
由於PalaceSide大廈和櫻田門的警視廳同為少數可一覽皇居的高層建築，因此《BOSS》、《東京DOGS》、《相棒》等刑警題材電視劇在這座建築的屋頂取景。

## 外部連結
- 官方網站 （页面存档备份，存于）
- 第9回BCS賞受賞作一覧（页面存档备份，存于）